# إيميز موزيس-راك
إيميز موزيس-راك (بالمجرية: Mózes-Rácz Emese)‏ (من مواليد 16 مارس 1983 في ديبريسين) هي لاعبة كرة يد مجرية سابقة. تقاعدت من كرة اليد الاحترافية في عام 2011.

## الإنجازات
- كأس المجر لكرة اليد للسيدات :
  - الميدالية الفضية : 2003
  - الميدالية البرونزية : 2010
- كأس أوروبا لكرة اليد للسيدات :
  - الدور قبل النهائي : 2006
- بطولة الشباب الأوروبية :
  - الميدالية البرونزية : 2003
- بطولة الجامعة العالمية :
  - الميدالية الفضية : 2006

## روابط خارجية
- إحصائيات إيميز موزيس-راك على Worldhandball.com
- نبذة عن اللاعب Emese Mózes-Rácz على موقع Békéscsabai Előre NKSE الرسمي